# Susanna Rowsonová
Susanna Rowsonová, rozená Haswellová, nepřechýleně Susanna Rowson (únor 1762 v Portsmouthu – 2. března 1824) byla britsko-americká herečka, spisovatelka a autorka betselleru Charlotte Temple.

## Životopis
Narodila se v Portsmouth v Anglii jako dcera důstojníka královského námořnictva Williama Haswella a Susanny Musgraveové. V Americe žila mezi lety 1768 až 1778. V roce 1786 vydala svůj první román, který byl věnován vévodkyni z Devonshiru s názvem Victoria, který napsala ve stylu děl Samuela Richardsona. O rok nato se provdala za podnikatele Williama Rowsona. Později publikovala sbírku básní Poems on Various Subjects (1788) a román Mary, or, The Test of Honour (1789).
Roku 1797 založila v Bostonu Mrs. Rowson’s Young Ladies’ Academy in Boston, kde také pracovala jako dramatička a sloupkařka pro časopis Boston Weekly Magazine. 
Susanna Rowsonová zemřela v Bostonu dne 2. března roku 1824. Na její počest byl postaven kenotaf na hřbitově Forest Hills v bostonské čtvrti Jamaica Plain.

## Dílo

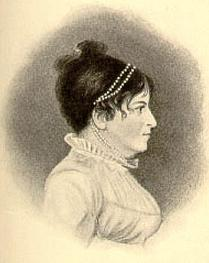
Susanna Rowsonová

### Fikce
- Victoria (1786)
- The Inquisitor (1788)
- Mary, or, The Test of Honour (1789)
- Charlotte: a Tale of Truth (1791)
- Mentoria; or, the Young Lady's Friend (1791)
- Rebecca, or, The Fille de Chambre (1792)
- Trials of the Human Heart (1795)
- Reuben and Rachel; or, Tales of Old Times (1799)
- Sarah (1813)
- Charlotte's Daughter, or, The Three Orphans

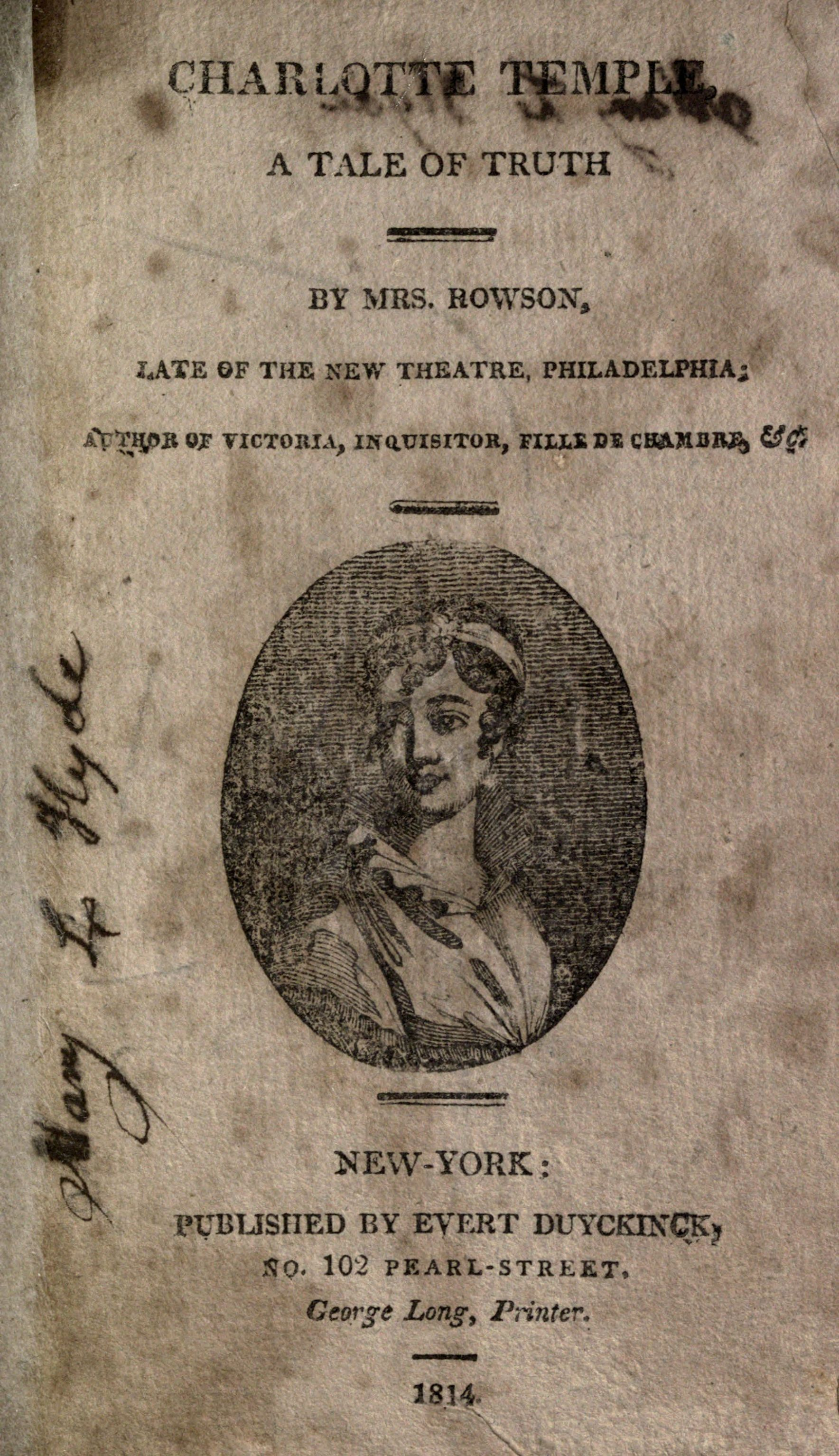
Obálka knihy Charlotte Temple

### Drama
- Slaves in Algiers; or, A Struggle for Freedom (1794)[4]
- The Female Patriot (1795)
- The Volunteers (1795)
- Americans in England (1796)
- The American Tar (1796)
- Hearts of Oak (1811)

### Básně
- Poems on Various Subjects (1788)
- A Trip to Parnassus (1788)
- The Standard of Liberty (1795)
- Miscellaneous Poems (1811)

### Ostatní
- An Abridgement of Universal Geography (1805)
- A Spelling Dictionary (1807)
- A Present for Young Ladies (1811)
- Youth's first Step in Geography (1811)
- Biblical Dialogues Between a Father and His Family (1822)
- Exercises in History, Chronology, and Biography, in Question and Answer (1822)